# Plazma
「Plazma」（プラズマ）は、日本のシンガーソングライター・米津玄師の楽曲。アニメ『機動戦士Gundam GQuuuuuuX』の主題歌として書き下ろされ、配信限定シングルとしてSony Music Labelsより2025年1月20日に各音楽配信サービスにてリリースされた。6月11日には両A面シングル「Plazma / BOW AND ARROW」としてCDリリースされる。

## 背景と制作
「Plazma」は、2025年4月放送開始のテレビアニメ『機動戦士Gundam GQuuuuuuX』（以下：『GQuuuuuuX』）および同年1月公開のその劇場先行版『機動戦士Gundam GQuuuuuuX -Beginning-』の主題歌として書き下ろされた。米津玄師がアニメ映画主題歌を担当するのは『君たちはどう生きるか』の主題歌「地球儀」以来約1年半ぶり、テレビアニメ主題歌を担当するのは「BOW AND ARROW」以来約3か月ぶりとなった。
米津のもとに「スタジオカラーとサンライズが合同でガンダムの新作を出す」という話が寄せられ、多忙の中オファーを二つ返事で引き受けた。本作は「BOW AND ARROW」のワンコーラス分のレコーディングを行った約2カ月後に作られており、米津が一人でDTMを用いて制作した。制作に際しては、スタッフから米津に全話の詳細なコンテが提供されたほか、鶴巻との打ち合わせに際しても物語の詳細が語られたうえで、「主人公のマチュとニャアンの関係性」、「クランバトルにおける『2人で1つ』の関係性」を主軸に据えてほしいという注文が出された。米津もそうするつもりだったが、第1作から続くシリーズの「ありえたかもしれない世界の物語」に収拾をつける必要性から、これだけでは取りこぼしが生じると考えていた。そこで、「選ばなかった選択肢」に対する想像を根幹に据え、マチュ、ニャアンそしてもう一人の主要登場人物であるシュウジがいずれもティーンエイジャーであることを踏まえ、彼らの狭い視野から広い視野に飛躍するダイナミズムを取り入れようと考えたと語っている。
米津はインタビューの中で制作に際して「音楽を作り始めたころの喜びの再現」と「全て一人だけで済ませたらどうなるか」を考えた結果、ある種の自分の無邪気さのようなものが宿ったと語っている。

### 米津玄師とガンダム
米津は小学生時代、PlayStation用ゲームソフト『SDガンダム GGENERATION-F』でガンダムシリーズの物語を知り、玩具を通じてガンダムシリーズに触れていった。その後、中学生時代にテレビシリーズ『機動戦士ガンダムSEED』を視聴し、10代後半から20代にはOVA『機動戦士ガンダム0080 ポケットの中の戦争』を見ていた。また、米津は故郷を去った後に、『GQuuuuuuX』の監督である鶴巻和哉が過去に監督した『フリクリ』を見て衝撃を受けたとも話している。米津は同作の「外連味」に影響を受けたことを認めており、とりわけリッケンバッカー製のエレキベースを振り回すハル子のキャラクター像は、自身の人格形成ならびにVOCALOID楽曲の制作の土台の一つとして挙げている。

## 音楽性
複数の批評家が、全体にわたって展開されるリリースカットピアノなどの音作りが近年のVOCALOID楽曲を想起させると評している。ライターの荻原梓はニュースサイト「リアルサウンド」に寄せた記事の中で、『機動戦士Gundam GQuuuuuuX -Beginning-』に挿入歌を提供したNOMELON NOLEMONのメンバーであるボカロPのツミキの諸作をほうふつとさせるメロディラインも見受けられることから、楽曲リリース時点のVOCALOIDシーンからの直接的な影響も指摘しているほか、創作への楽しさが伝わるような良い意味での無邪気さが伝わるサウンド感に仕上がったと評している。
米津のインタビューの中で、インタビュアーの柴那典は本楽曲および「BOW AND ARROW」が2020年代のVOCALOIDシーンやハイパーポップの流れを汲んだ同時代的なサウンドとしても、ハチ時代への原点回帰としても捉えられることを指摘している。米津はこれを認めつつ、どれだけ情報量を多く詰められるか挑戦するような曲調にしたと答えている。米津はこのような方法は直近数年間のモードからしてやってはいけないのではないかと思っていたが、曲を作れば作るほど自分はそのようなことをやってきたという意識が湧いてきたとも語っている。

### タイトル・歌詞
米津は本作以前に、「春雷」や「感電」など雷や電気にちなんだタイトルや歌詞の楽曲を作ったことがある。荻原はこれらの楽曲が電気的なイメージと痛みを伴う緊張感があったのに対し、本作の「プラズマ」というタイトルには明るい光や力強さを感じたと述べている。一方、歌詞には「もしも」に思いをはせる部分もあり、荻原は想像力の歌と評している。

## リリースとプロモーション
2025年1月9日、ツアー「米津玄師 2025 TOUR / JUNK」がスタートし、初日に本楽曲がサプライズ披露された。
1月10日には公式に米津玄師が『機動戦士Gundam GQuuuuuuX -Beginning-』主題歌として「Plazma」を書き下ろしたことが発表され、「Plazma」を一部使用した同映画の本予告も公開された。
1月17日、『機動戦士Gundam GQuuuuuuX -Beginning-』の上映が開始。米津玄師自身が同アニメの登場人物であるアマテ・ユズリハとニャアンを描いたジャケットアートワークが公開され、本楽曲の配信日時も告知された。
1月20日、「Plazma」が配信リリース。前作「Azalea」以来約2か月ぶりの新曲リリースとなった。

1月21日、本楽曲のミュージックビデオが公開された。今回が米津との初タッグとなった監督の柳沢翔は次のようにコメントしている。
2月23日、本楽曲が『機動戦士Gundam GQuuuuuuX』テレビシリーズの主題歌にも起用されることが発表された。
4月29日、ガンダムのプラモデルが「Plazma」に合わせて踊るストップモーションビデオが公開された。
4月30日、自身15枚目のCDシングル「Plazma / BOW AND ARROW」が6月11日にリリースされることが発表された。本作は「Plazma」および「BOW AND ARROW」の2曲を表題とした両A面シングルとなっている。
6月9日、YouTubeにて「Plazma」ライブ映像が公開された。動画には同年開催のツアー「米津玄師 2025 TOUR / JUNK」の東京ドーム公演の模様がおさめられている。
6月25日、『機動戦士Gundam GQuuuuuuX』の最終話放送を記念して、「Plazma」×『機動戦士Gundam GQuuuuuuX』コラボミュージックビデオが米津玄師YouTubeチャンネルにて公開された。動画内ではアニメの本編映像が使用されている。

## チャート成績
本楽曲は各種配信サイトのデイリーランキング等で軒並み1位を獲得、31冠を記録した。
1月29日発表のBillboard JAPANチャートでは、総合ランキングであるHot 100で1位を獲得したほか、Download Songs・Hot Animation・Hot Shot Songsの3部門で1位、Streaming Songsで3位を獲得した。なお、Hot 100チャートでの首位獲得は「KICK BACK」以来9作目となった。
また、同日発表のオリコンデジタルシングルランキングでは自身17作目となる1位を獲得し、通算1位獲得作品数の歴代最多記録を自己更新した。
2月19日発表のBillboard Japan Download Songs及びオリコンデジタルシングル（単曲）ランキングでは同曲が1位に返り咲いたほか、「BOW AND ARROW」が2位にランクインし、自身では2021年以来のトップ2独占となった。
6月6日発表のBillboard Japan 2025年上半期チャートのうち、Download Songsで1位を獲得した。また、Hot Shot Songsでは2位、Hot Animationでは5位を獲得した。
CDリリース翌週の6月18日に公開されたBillboard Japan Hot 100チャートにて本楽曲は首位に返り咲いた。また、同日発表のBillboard Japan Streaming Songsランキングにて、「Plazma」の累計再生回数が1億回を突破した。
6月25日発表の「オリコン上半期ランキング2025」では、デジタルシングル(単曲)ランキングにて「Plazma」が1位を獲得した。通算3度の同ランキング首位獲得は史上初となった。

## 収録内容
| #         | タイトル   | 作詞・作曲 | 編曲      | 時間 |
| --------- | ---------- | ---------- | --------- | ---- |
| 1.        | 「Plazma」 | 米津玄師   | 米津玄師  | 3:00 |
| 合計時間: | 合計時間:  | 合計時間:  | 合計時間: | 3:00 |